# Jevon Demming
Jevon Demming (11 febbraio 1989) è un calciatore anglo-verginiano, di ruolo difensore.

## Carriera

### Club
Ha iniziato la carriera nel 2011 nel Ballstars.

### Nazionale
Ha esordito in Nazionale nel 2008.